# ニール・エカーズリー
ニール・エカーズリー（Neil Eckersley 1964年4月5日 - ）は、イギリスのボルトン出身の柔道家。階級は60 kg級。身長168 cm。段位は6段を取得。

## 人物
1983年のヨーロッパジュニア60 kg級で2位になった。翌年のロサンゼルスオリンピックでは弱冠20歳ながら銅メダルを獲得した。1986年の英連邦競技大会では2位だった。1987年のヨーロッパ選手権で3位になるが、世界選手権では5位に終わった。1988年のヨーロッパ選手権でも3位になったが、1988年ソウルオリンピックでは2回戦で敗れた。なお、浮固の発案者として知られる（そのため、浮固は「エッキー固め」「イングリッシュ・ホールドダウン」 (English Hold-Down) などとも呼ばれる）。

## 主な戦績
- 1983年 - ヨーロッパジュニア　2位
- 1984年 - イギリス国際　優勝
- 1984年 - ロサンゼルスオリンピック　3位
- 1985年 - ベルギー国際　優勝
- 1985年 - ドイツ国際　2位
- 1986年 - ドイツ国際　優勝
- 1986年 - 英連邦競技大会　2位
- 1987年 - 正力国際　3位
- 1987年 - ドイツ国際　3位
- 1987年 - ヨーロッパ選手権　3位
- 1987年 - 世界選手権　5位
- 1988年 - イギリス国際　優勝
- 1988年 - ヨーロッパ選手権　3位